# باکوئل-سور-سل
باکوئل-سور-سل (به فرانسوی: Bacouel-sur-Selle) یک کمون (فرانسه) در فرانسه است که در canton of Conty واقع شده‌است. باکوئل-سور-سل ۶٫۲۴ کیلومتر مربع مساحت دارد ۳۸ متر بالاتر از سطح دریا واقع شده‌است.